# قصر بني بركة

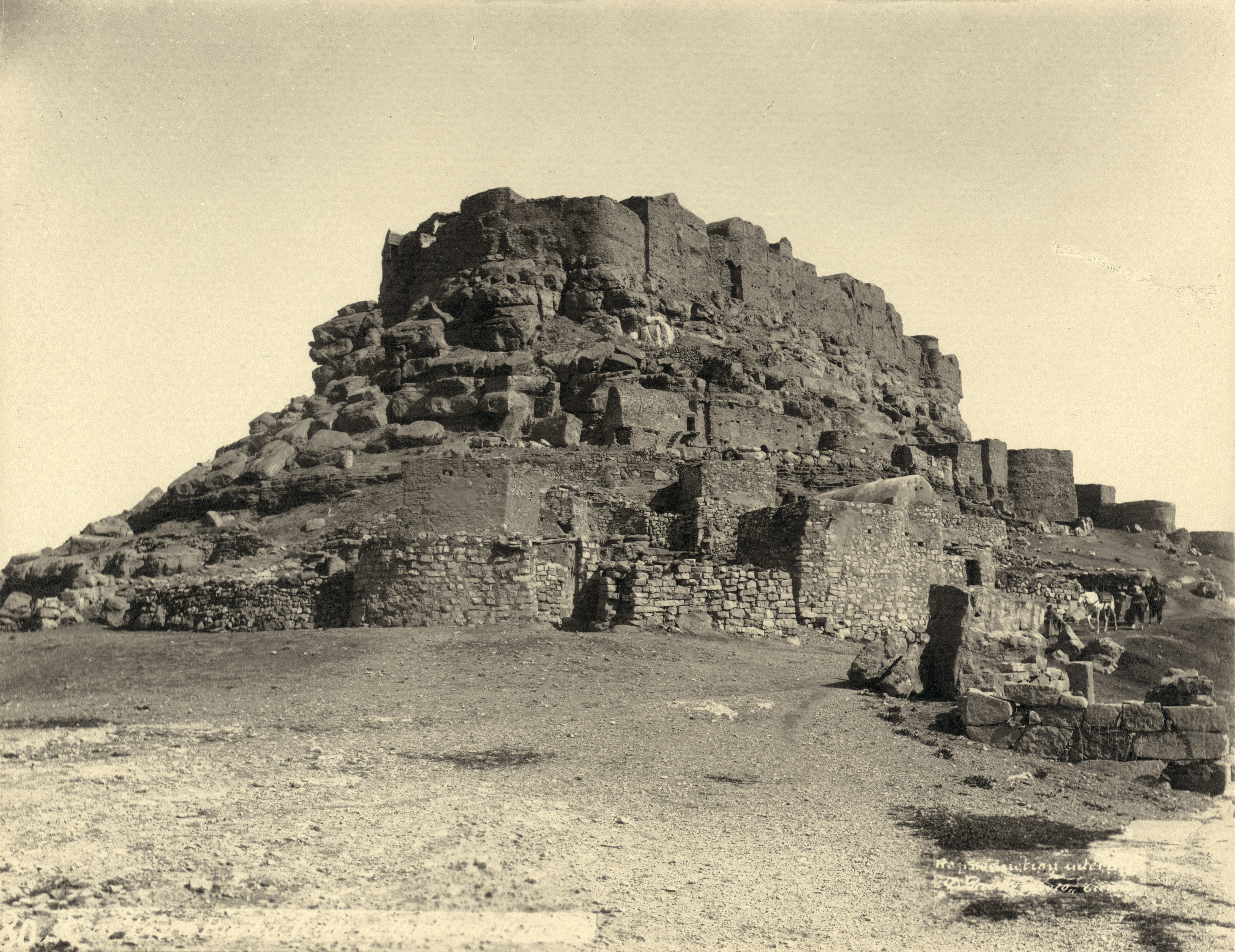
صورة قديمة بين 1880 و 1990 لقصر بني بركة

قصر بني بركة هو قصر يقع على قمة جبل بني بركة شرق مدينة الرقبة من ولاية تطاوين.

## الموقع
يقع القصر على تل يمتد من جبل أبيود ويسيطر على وادي زونداغ

## تاريخ
يعتبرها عبد الصمد زايد "من أقدم وأعظم القصور" في البلاد تم التخلي عنها في بداية الحماية الفرنسية
في 10 يناير 2020 ، اقترحت الحكومة التونسية موقعًا للتصنيف المستقبلي على قائمة اليونسكو للتراث الالعالمي

## الترميم
القصر ، بيضاوي الشكل ، به العديد من الغرفات ، لكن عددها غير مؤكد: 750 حسب كامل العروسي في 2004 أو 400 حسب زيد في 1992. الكل ، بشكل أساسي في حالة خراب ، يرتفع أساسًا من ثلاثة إلى أربعة طوابق.

اليوم ، المجمع في حالة خراب بالكامل.
1. ↑  وصلة مرجع: https://www.pist.tn/jort/2021/2021F/Jo0102021.pdf.